# Museo Pedagógico de Aragón
El Museo Pedagógico de Aragón ubicado en el mismo edificio que la Oficina de Turismo de Huesca, en la plaza López Allué, en España. Fue creado en 2006 y se especializa en la educación, la cultura y la sociedad del siglo XX, así como en el patrimonio educativo y la escuela como reflejo de la sociedad.

## Exposición

### Muestra permanente

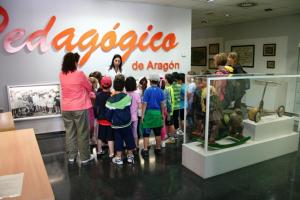
Visita guiada

Los objetivos principales del museo son analizar y estudiar los valores, la sociedad y la cultura del siglo XX pero también conocer mejor la historia de la educación y la escuela de Aragón. El 15 de mayo de 2006 se publicó en el Boletín Oficial de Aragón el Decreto de creación del Museo Pedagógico de Aragón. En el preámbulo del Decreto se señalan las funciones esenciales del Museo: "salvaguardar, estudiar, mostrar y difundir todas aquellas expresiones pedagógicas y lingüísticas, que pongan de manifiesto la variedad y riqueza del patrimonio educativo de Aragón, posibilitando así su catalogación, sistematización y custodia".
El museo cuenta con una exposición permanente en torno a cinco temas; El niño y los maestros, primer tercio del siglo XX, la II República, la guerra civil española y Dictadura y recuperación de las libertades.
La sección del niño y los maestros muestra la situación de estos dos grupos de personas y también material escolar como pupitres, tinteros, globos terráqueos etc.
La siguiente sección trata de la modernización de la educación durante las tres primeras décadas del siglo XX resumidos en cinco puntos: La edad de oro de la pedagogía, política educativa del primer tercio del siglo XX, el desarrollo de la administración educativa, la recepción de la Escuela Nueva en Aragón y las instituciones de modernización pedagógica.
La edad de oro de la pedagogía habla sobre el impulso y la renovación de la educación en España a través de la Institución Libre de Enseñanza y también del movimiento cultural de la generación del 98 que abrió nuevos caminos para mejorar la educación.
La política educativa del primer tercio del siglo XX nos habla de la inestabilidad política del momento, sucediéndose diferentes gobiernos en muy poco tiempo. Se produjeron avances en el material escolar como las radios o el material de laboratorio. Además se inculcó un nuevo plan de enseñanza llamado el plan profesional que se puso en marcha durante la república.
El desarrollo de la administración educativa comenta la importancia que empezó a tener la edución en España como la creación del Ministerio de Instrucción Pública y Bellas Artes en 1900 o la asumisión del Estado del salarios de los maestros en 1902. 
La recepción de la Escuela Nueva en Aragón trata de una crítica de los modelos tradicionales de enseñanza, que no ya servían para educar al niño en el nuevo siglo.
Las instituciones de modernización pedagógica que muestra la transformación lenta del sistema educativo como la Cátedra de Pedagogía en el curso 1904-1905 o el nacimiento del Instituto-Escuela en 1918.

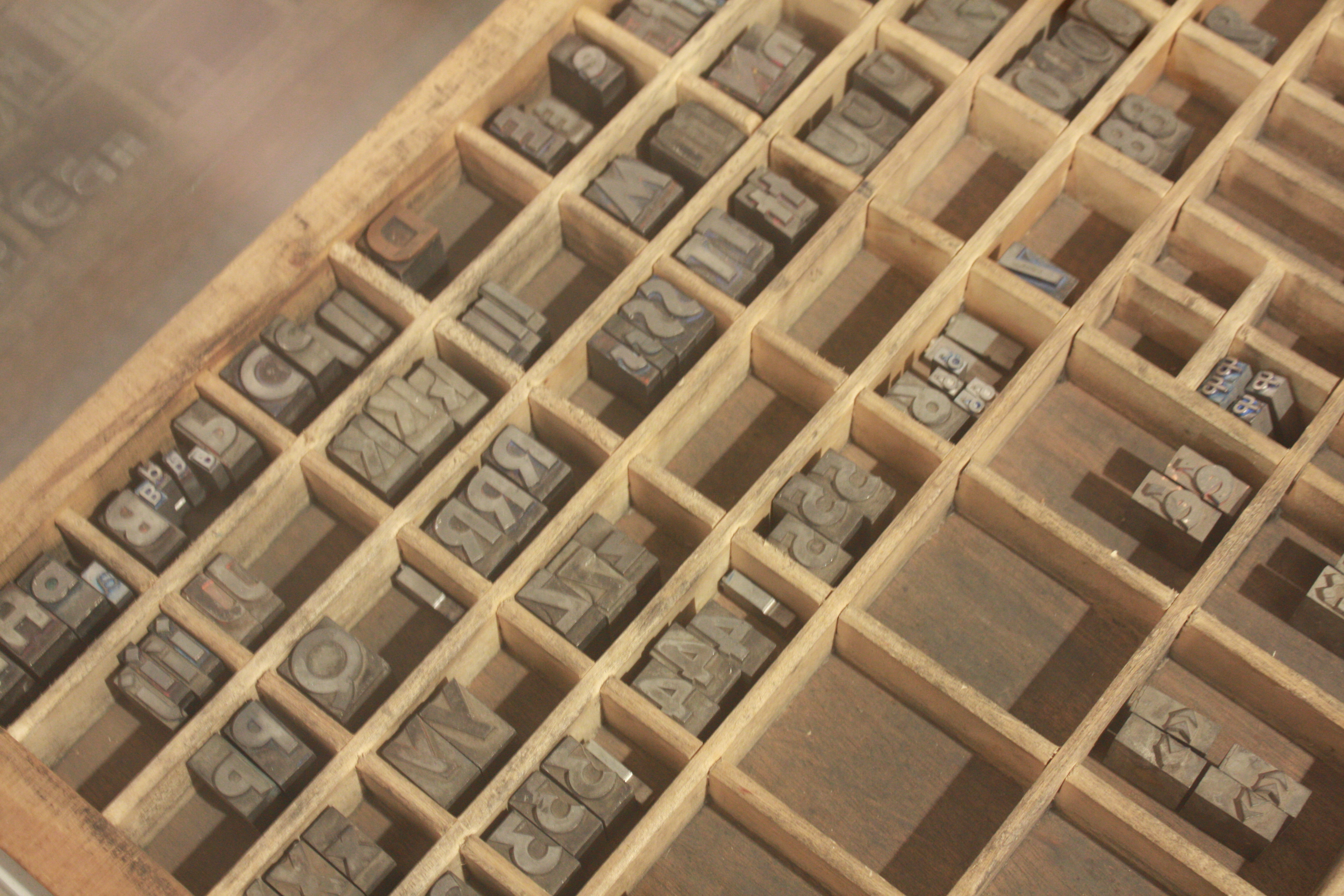
Tipos

La II República española se resume en diez puntos: Una tierra poblada de hombres rotos, tres repúblicas en una, de súbditos a ciudadanos: el proyecto cultural de la II República, la escuela laica, la escuela única, las luces de la República: el maestro que la República necesitaba, que el maestro sea el alma de la escuela: nuevos modelos de formación y de selección del magisterio, llevar a los pueblos el aliento del progreso, el patronato de misiones pedagógicas servicio de cine y proyecciones fijas, la educación republicana durante la guerra civil y los niños del frente: las colonias escolares oscenses. Se resume en la tasa de analfabetismo en España era del 32% en 1930 y más de un millón de niños sin escolarizar. Desde la proclamación de la República hasta diciembre de 1932 se crearon en España 9.620 escuelas y en Aragón en ese mismo período 422, la República solo podía basarse en una escuela pública, gratuita y laica.
El 29 de mayo de 1931 se publicaba el Decreto de creación del Patronato de Misiones Pedagógicas. En Huesca, entre 1931 y 1933 se recibieron 115 bibliotecas, en Teruel fue de 25 y en Zaragoza a 88 bibliotecas. Durante la guerra, la República también inició una campaña de alfabetización entre los soldados.
La Guerra Civil y la Dictadura también se resume en diez puntos: someter la escuela. La educación durante la guerra civil, contra la Pedagogía de la República, la depuración del magisterio, el exilio. Maestros desterrados, sal sobre los recuerdos: el secuestro de la memoria pedagógica, la escuela del nacional catolicismo. La ley de enseñanza primaria de 1945, "mitad monjes, mitad soldados”: maestros al servicio de la patria, del discurso ideológico al discurso técnico: la tecnocracia en educación, la Ley General de Educación de 1970: ¿una revolución silente y pacífica?, algunas lagunas de la Ley General de Educación.
Se trata de un periodo que se deshace todo lo he hecho por la República y el destierro de los maestros con ideas republicanas, la escuela estaba basada en la primicia de la religión católica. 
La recuperación de la libertad trajo consigo desde finales de los setenta un nuevo sistema educativo, Ley Orgánica de Derecho a la Educación (LODE) y después la Ley de Ordenación General del Sistema Educativo (LOGSE) de 1990. La educación se modernizó durante las últimas décadas como el traspaso de competencias en educación en 1999 y el funcionamiento del programa Ramón y Cajal sustituyó al Proyecto de Nuevas Tecnologías que pretende el uso de las nuevas tecnologías a la educación aragonesa.
Estas etapas de la historia de la educación están representadas a través de las piezas expuestas en el Museo, con las que se reproducen diferentes aulas que se corresponden con la escuela de principios de siglo XX, el aula de la II República española, el aula nacional-católica de la Dictadura y un aula de primeros aprendizajesde 1920, reflejo de los principios de la Escuela Nueva (mobiliario colaborativo con sillas individuales, juguetes didácticos, etc.)
Las piezas comenzaron a ser recopiladas a partir del año 1988 desde el(CPR) Centro de Profesores y Recursos de Huesca, siendo director Rafael Jiménez Martínez. En ese centro se fue exponiendo lo que se encontraba en escuelas aún hoy perdidas, del ámbito rural y deshabitado del pirineo y prepirineo oscense. En el año 2006 se habilitaron como espacios museísticos las dos plantas del edificio que alberga hoy la sede del Museo Pedagógico de Aragón, situado en la céntrica plaza Luis López Allué de Huesca, antes llamada plaza del Mercado. El acceso a la muestra permanente del Museo Pedagógico de Aragón es gratuito, al igual que las visitas guiadas que realizan los técnicos y educadores del propio Museo.

### Secciones temáticas
La exposición permanente del Museo Pedagógico cuenta con las siguientes secciones temáticas, ubicadas en la segunda planta del edificio:
- Freinet y la imprenta escolar: reproducción de una imprenta escolar siguiendo el libro de Herminio Almendros, desarrollo del Freinetismo en Aragón con los maestros Simeón Omella, José Bonet, Ramón Acín, etc.
- Ramón Acín y la Junta para la Ampliación de Estudios. La mesa de dibujo.: El profesor y artista Ramón Acín Aquilué diseñó una mesa-pupitre para la enseñanza del dibujo que puede contemplarse en el Museo Pedagógico.
- La Escritura: material escolar relacionado con la enseñanza de la caligrafía, como plumas, tinteros, cuadernos, etc.
- El Hombre y la Tierra: material escolar relacionado con la enseñanza de la geografía, el Universo, la Naturaleza, etc.
- Pesas y medidas: el Sistema Métrico Decimal: materiales escolares para la enseñanza del sistema de pesas y medidas introducido en España a partir de 1849.

### Exposición itinerante
El Museo Pedagógico de Aragón ofrece exposiciones itinerantes a disposición de los colegios e instituciones interesadas:
- Escuelas. El tiempo detenido: Cuenta con objetos como tinteros, plumillas, pupitres, pizarras, globos terráqueos, libros, carteras...
- Los niños del frente: La muestra recoge ilustraciones que Roberto L'Hôtellerie realizó para el libro Los niños del frente de Enrique Satué (2003 y 2007).
- Recuerdo escolar: Muestra diferentes imágenes de la escuela rural aragonesa durante la primera mitad del siglo XX.
- Escuelas. La educación en el medio rural: La exposición está compuesta por 80 fotografías de Julio Foster, Marta Marco y Rosane Marinho con escenas tomadas en escuelas rurales aragonesas, con breves explicaciones de Laura Laliena.

## Biblioteca y Centro de Documentación
El Museo Pedagógico de Aragón cuenta con una Biblioteca especializada en Historia de la Educación, Patrimonio Educativo, Pedagogía, revistas y libros escolares, etc. y un Centro de Documentación a disposición de investigadores, profesores, estudiantes de Magisterio y cualquier persona interesada. Así mismo, ofrece a los escolares actividades didácticas acerca de Freinet y la imprenta escolar, Ramón Acín y Joaquín Costa.
La línea de publicaciones del Museo Pedagógico de Aragón abarca la edición en papel de libros (actas, investigaciones, facsímiles, etc.), la revista Aragón Educa y, desde mayo de 2013 la colección "Publicaciones Digitales del Museo Pedagógico de Aragón", libros en formato epub y pdf que se pueden descargar gratuitamente de la página web del Museo.